# Deuterocohnia recurvipetala
Deuterocohnia recurvipetala är en gräsväxtart som beskrevs av Elvira Angela Gross. Deuterocohnia recurvipetala ingår i släktet Deuterocohnia och familjen Bromeliaceae. Inga underarter finns listade i Catalogue of Life.

## Bildgalleri

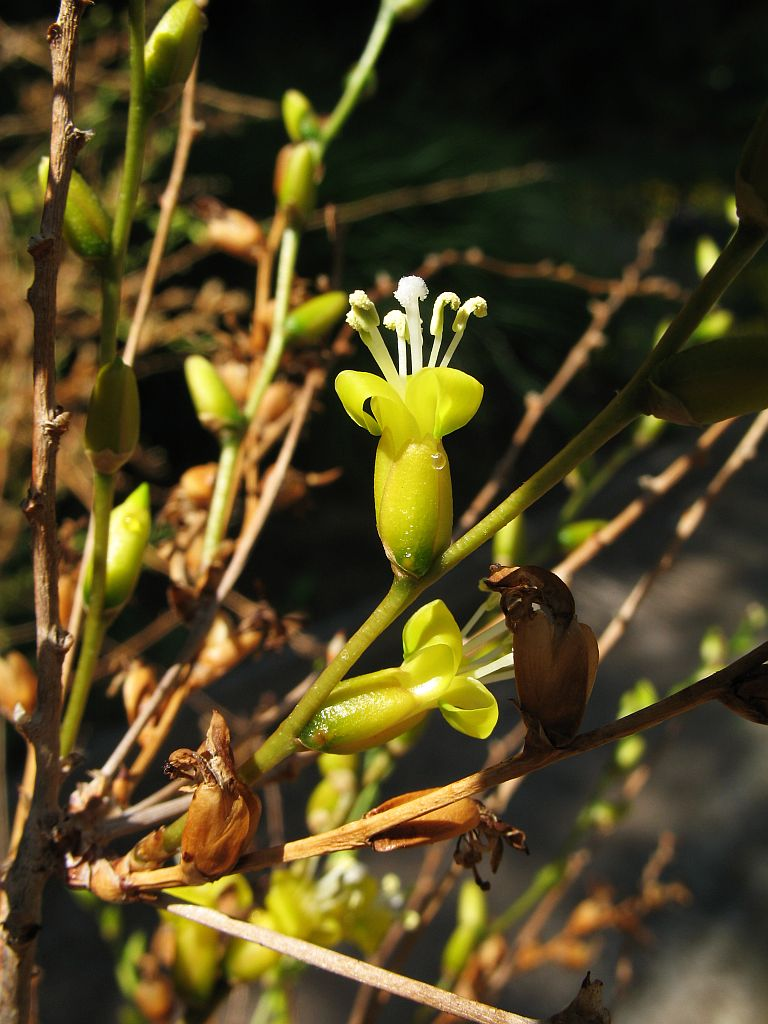
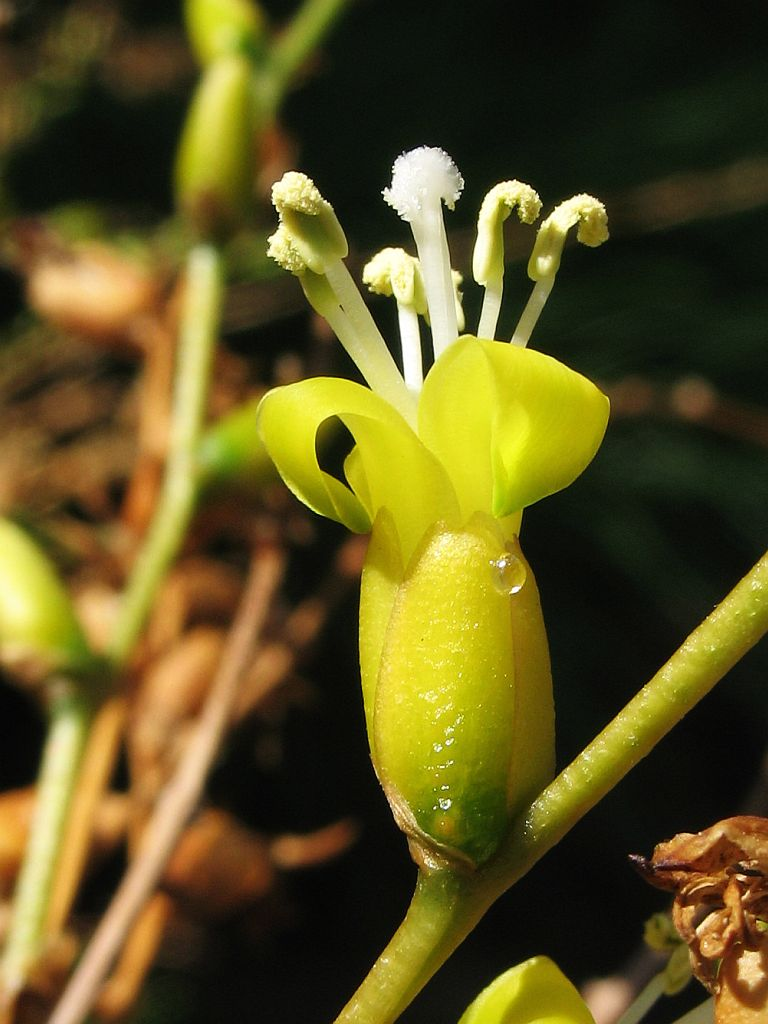
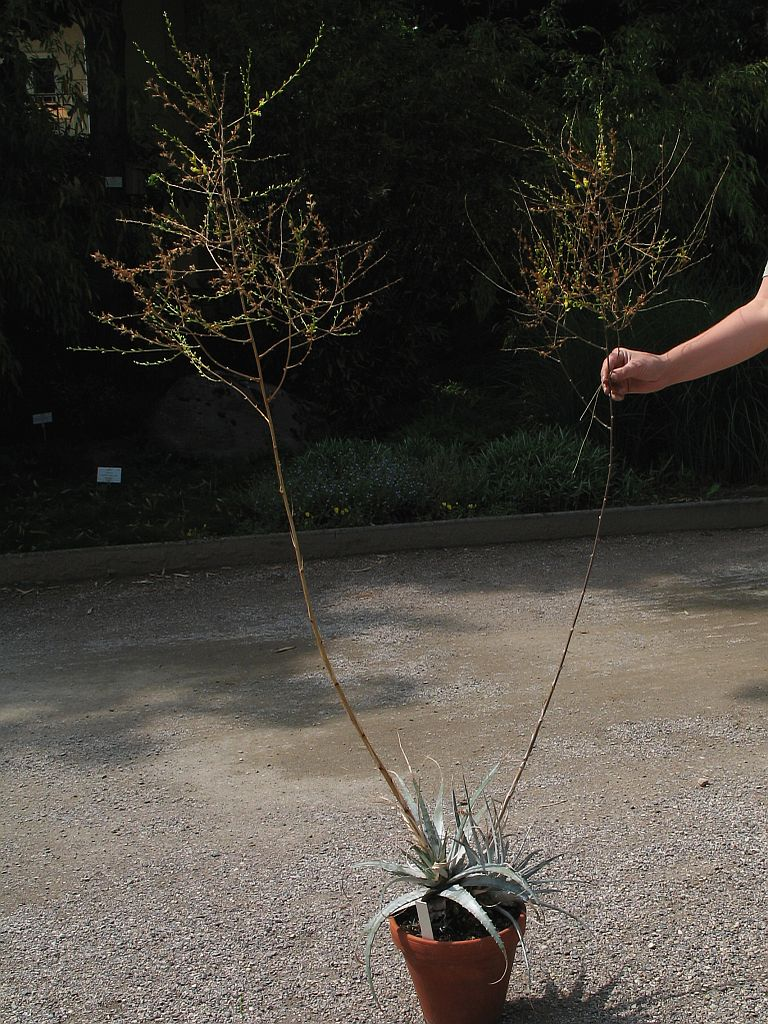
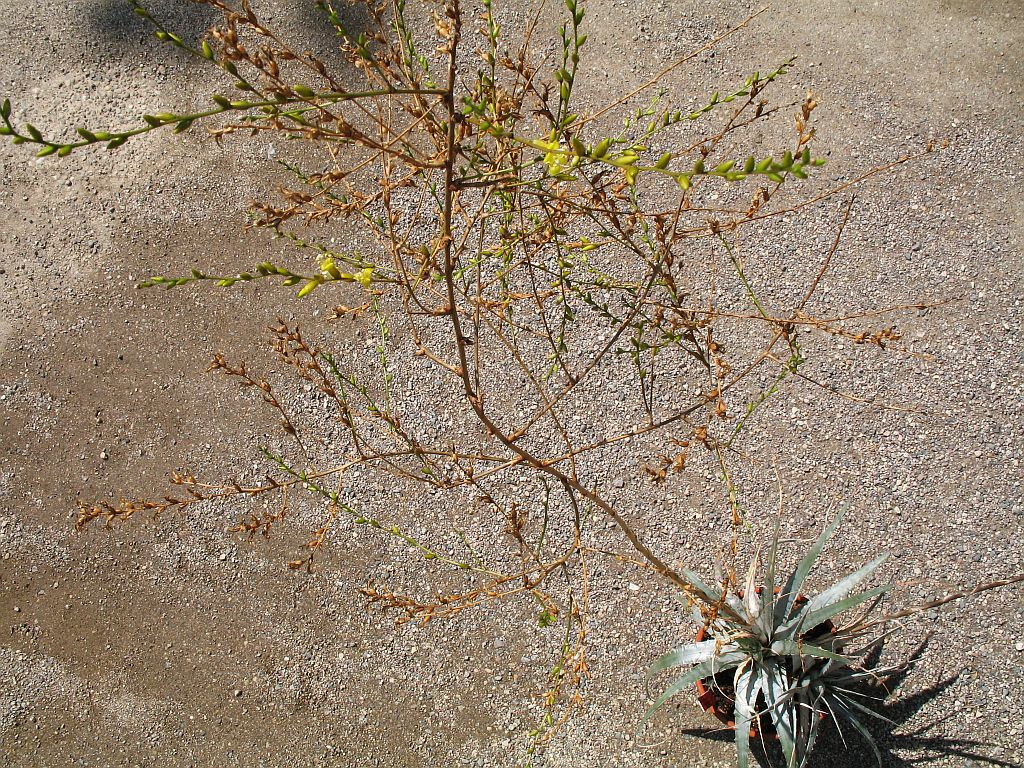